# Region Penal-Debe
Penal-Debe – to jeden z dziewięciu regionów Trynidadu i Tobago. Powierzchnia tej Korporacji wynosi 246.91 km² i jest ósmą co do wielkości. Siedzibą władz jest Penal.

## Największe miasta
- Penal
- Debe